# Pseudoxyrhopus kely
Pseudoxyrhopus kely är en ormart som beskrevs av Raxworthy och Nussbaum 1994. Pseudoxyrhopus kely ingår i släktet Pseudoxyrhopus och familjen snokar. Inga underarter finns listade i Catalogue of Life.
Denna orm förekommer i en liten region på sydöstra Madagaskar. Fynd från västra delen av ön behöver bekräftelse. Arten lever i låglandet. Individerna vistas i torra och fuktiga skogar samt i galleriskogar. Honor lägger ägg.
Beståndet hotas av skogsröjningar i samband med gruvdrift och etablering av jordbruksmark. IUCN kategoriserar arten globalt som starkt hotad.